# Noticias Gráficas
Noticias Gráficas fue un periódico argentino editado en la ciudad de Buenos Aires en la primera mitad del siglo XX.

## Historia
En 1931, apareció Noticias Gráficas, editado por La Nación. Su creación se debió a la breve clausura del vespertino Crítica por las autoridades militares. Tenía la novedad de una doble página central ilustrada. Fue uno de los más notables vespertinos argentinos por la calidad de sus ilustraciones y por el despliegue en sus páginas.
El diario sufrió una clausura durante la dictadura de Pedro Eugenio Aramburu, cuando fue intervenido y su redacción expropiada, dejó de editarse hasta 1959, junto con el diario Crítica.

## Redacción
Por su Redacción pasaron, entre otros, Osvaldo Bayer, César Caminos, Santiago Canduglia, Alejandro Nespral (Secretario de Redacción), Manuel Sofovich, Amilcar Celaya, Emilio Cortinas, Carlos Esplá Rizo, Rogelio García Lupo, González Carvalho, Jaime Jacobson, Oscar Lanata, Francisco Madrid, Alfredo Parga, Elísio Montaigne, Octavio Palazzolo (fundador de la Asociación de Periodistas), Pedro Orgambide, José Portogalo, Luis Praprotniq, Pablo Suero, Font, Emilio Ramírez, Bernardo Verbitsky, Emilio Rubio, Dolly de Sassi, Raúl Scalabrini Ortiz, Molly Vacciane, Sixto Pondal Ríos, Carlos Olivari, Julio Ricardo, Horacio Verbitsky, Crozzo Zárate, Luis Tángari, José Barcia y Máximo Siminovich, Armando Bouza. Verbitsky padre hacía la sección "Los libros por dentro"; su hijo, empezó a redactar el pronóstico del tiempo cuando ingresó hacia 1960.